# 江雪
『江雪』（こうせつ）は、唐の詩人・柳宗元が詠んだ五言絶句。柳宗元の代表作の一つであり、「寒江独釣」という画題の元になった作品である。

## 本文
| 江雪       | 江雪                                          | 江雪                              |
| ---------- | --------------------------------------------- | --------------------------------- |
| 千山鳥飛絕 | 千山 鳥飛ぶこと絶え せんざん とりとぶことたえ | 山々に飛ぶ鳥の姿も絶え            |
| 萬徑人蹤滅 | 万経 人蹤滅す ばんけい じんしょうめっす       | 小道はすべて 人の足跡が消えた     |
| 孤舟簑笠翁 | 孤舟 簑笠の翁 こしゅう さりゅうのおう         | 小舟が一つ 蓑と笠の翁は           |
| 獨釣寒江雪 | 独り釣る 寒江の雪 ひとりつる かんこうのゆき   | ただひとり 雪の川に糸を垂れている |

入声の「絶」「滅」「雪」で押韻する。

## 解釈
題の「江雪」は川辺の雪景色、川に降る雪を意味する。
静まり返った雪景色の中、川に浮かべた小舟で孤影悄然と釣りをする翁を水墨画のような筆致で描いている。中国の古典詩としては珍しく抒情表現を排した作品に一見みえるが、しかしこれは単なる叙景詩ではなく、孤舟の翁は政治闘争に敗れ僻地へ左遷された柳宗元自身の投影、いわば孤独な自画像であり、一面の銀世界は柳宗元が直面する現実の厳しさの暗示ともいえる。すなわちこの作品は、叙景表現に徹することで雪景色の厳しい美しさを表現することに成功している一方、柳宗元の孤絶の境地という悲懐を裏に詠み込ませている。
中国では古来から「漁夫」には隠者・賢者のイメージがあり、一見頼りなげな翁であるが、孤立に耐える毅然さも滲ませている。
起句
- 「千」 - 実数ではなく、数の多さを強調している[15]。

承句
- 「人蹤」 - 人の足跡、人の往来[16]。蹤は踪と同字[15]。

転句
- 「簑」 - 茅、菅、藁などで編み、肩からかける雨具[15]。

結句
- 「寒」 - 単に晩秋〜冬〜初春の寒さを示すだけでなく、詩人の状況や心情を暗示することが多い[17]。

この詩は前半が山（陸）、後半が水（江水）を描く山水表現となっている。前半の二句は「千」「万」という対句で自然の果てしない広がりを、「鳥飛ぶこと絶え」「人蹤滅す」で静寂の世界を表現している。視線は第一句では山の上方の遠景に向き、第二句で下方の情景へと向かう。後半の二句はさらに川面へと視線を落とし、「孤」「独」という対句で作者の孤独と失意を表現しつつ、小舟、翁、釣り糸と焦点が絞られてゆく。情景を支配している「雪」の字が最後にようやく現れるのも技巧的なポイントである。
絶句は第一句と第二句、第三句と第四句が対句である必要はないが、この作品は敢えて各々を対句構成とすることで古朴な印象を醸し出している。一方、句の進行に伴なう視点の移動・視野の凝集という点で、そのシンメトリーを不均衡にする工夫も加えている。
第一句・第二句・第四句はいずれも「絶」「滅」「雪」と子音で詰まる入声で押韻して陰鬱なトーンを醸し、一方で第三句は「翁」とやや高い平声の穏やかなテンポでコントラストを与えている。偶数句だけでなく第一句でも押韻している点、韻字が平声でない点は盛唐以降の近体詩の原則から外れており、この作品は五言絶句の体裁をとった古詩（古体詩）と見ることもできる。

## 制作
弱冠21歳で進士に及第しエリート官僚の道を進んでいた柳宗元は、当時の皇太子・李誦（後の順宗）の側近である王叔文に見込まれて劉禹錫らと共にその政治刷新集団に加わることになった。貞元21年（805年）1月に徳宗が薨じて順宗が即位すると、王叔文らは旧弊となっていた宦官や旧貴族の専横を抑えるべく様々な改革政策を実行に移した。しかしあまりに性急に事を進めたため守旧派の強い反発を招き、守旧派の圧力で徳宗が憲宗に譲位すると即座に王叔文らは失脚し、その政治改革運動は8か月で終焉した。33歳の柳宗元は礼部員外郎として訴訟を聴取し改革政策に沿った裁定を下す実務的な役割を果たしていたが、9月に邵州刺史に左遷され、任地へ赴く途中でさらに悪条件の永州司馬へと下された（事実上の流罪）。永州（現在の湖南省永州市）は湘水と瀟水の合流地点という要衝の地で漢代から郡役所が置かれていたが、異民族が住む亜熱帯で、文化的にも気候的にも中央から隔絶された僻地だった。
柳宗元の母は息子の境遇を案じて永州まで同行して住み着いたが半年で他界し、柳宗元自身も3年間は永州城内の龍興寺に軟禁状態だった。やがて城外へ自由に出歩けるようになると、職務の合間にこの地の山水を巡って紀行文『永州八記』を著し、自然の美しさと自らの不遇の愁いを記した。『江雪』の制作時期について明確な記録は無いが、この10年にわたった永州流謫に時期に詠まれたとするのが通説である。
永州は緯度では沖縄と同じだが、内陸気候のため1月の平均気温は6度ほどになる。現在は滅多に雪は降らないものの千メートル級の山々により降雨はあり、かつては雪も見られたという。柳宗元の『韋中立に答えて師道を論ずる書』によると807年の冬に嶺南の数州に大雪が降ったとあり、『江雪』はこの時に詠まれたとする説もある。

## 評価
冬を主題とした詩の傑作として知られている。柳宗元の代表作として第一に挙げられる作品であり、唐詩というジャンルでも最も知られたものの一つである
北宋の蘇軾（蘇東坡）は、晩唐の詩人である鄭谷の『雪中偶題』と比べて『江雪』は「天成のもの」（神が作ったかのように人為のあとが見られない）と評した。南宋の范晞文は『対牀夜語』で「唐人の五言四句、柳子厚の釣雪一詩を除く外は、佳き者極めて少なし」と『江雪』を絶賛した。

## 影響
永州は柳宗元が流謫されたことで「名 天下に聞こゆ」（南宋・王藻『永州柳先生祠堂記』）とその存在が広く認知されるようになったが、そうした詩跡としての永州の名を確立したのはこの『江雪』といえる。
『江雪』は情景の高い写実性はもとより、超俗孤高の境地を表現した傑作として広く愛好され、中国絵画の伝統的な画題「寒江独釣」を成立させた。馬遠（南宋）、牧谿（南宋）、朱端（明代）、張路（明代）など多くの画家が寒江独釣図を描いている。

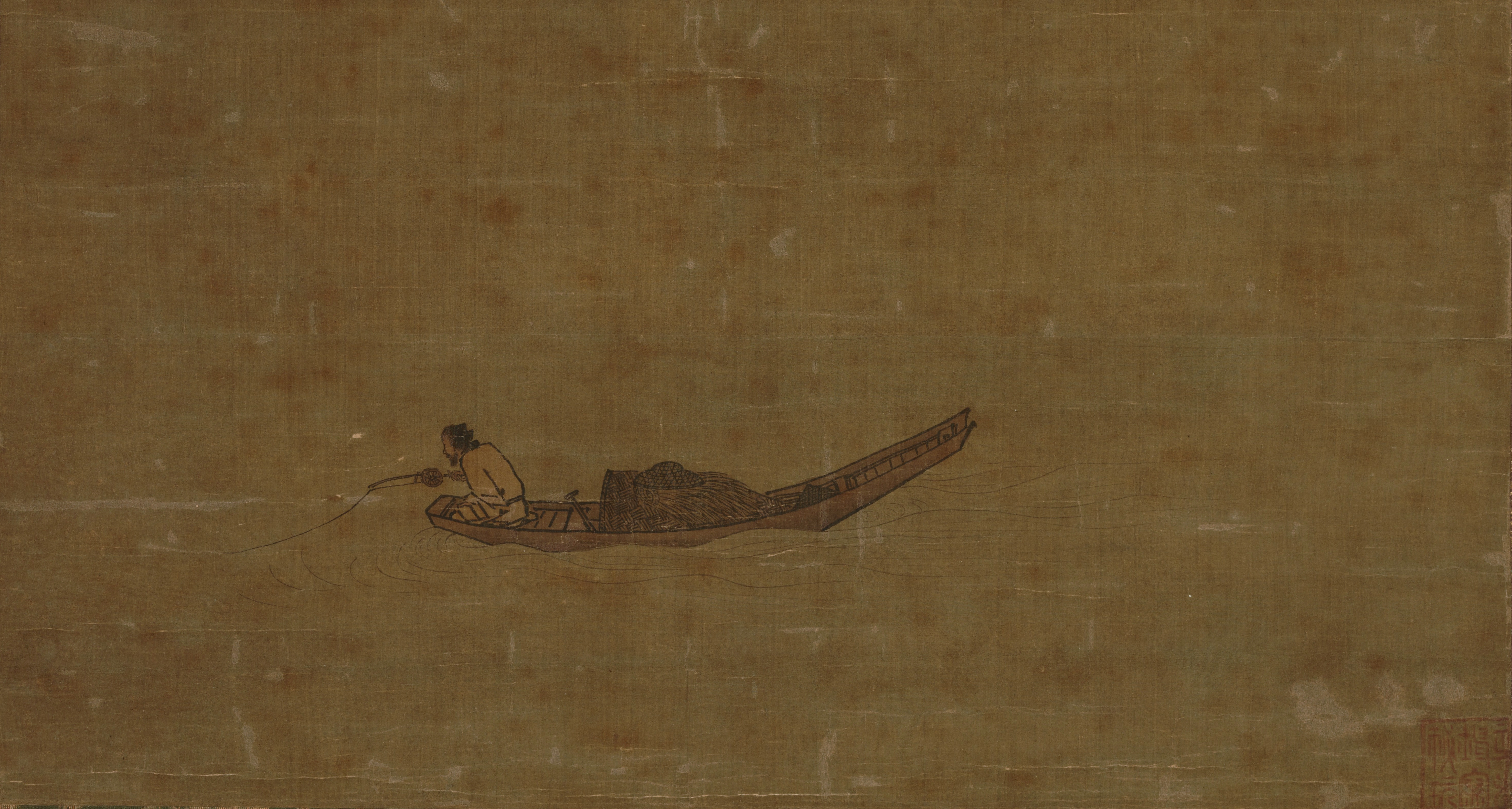
伝・馬遠『寒江独釣図』（13世紀）
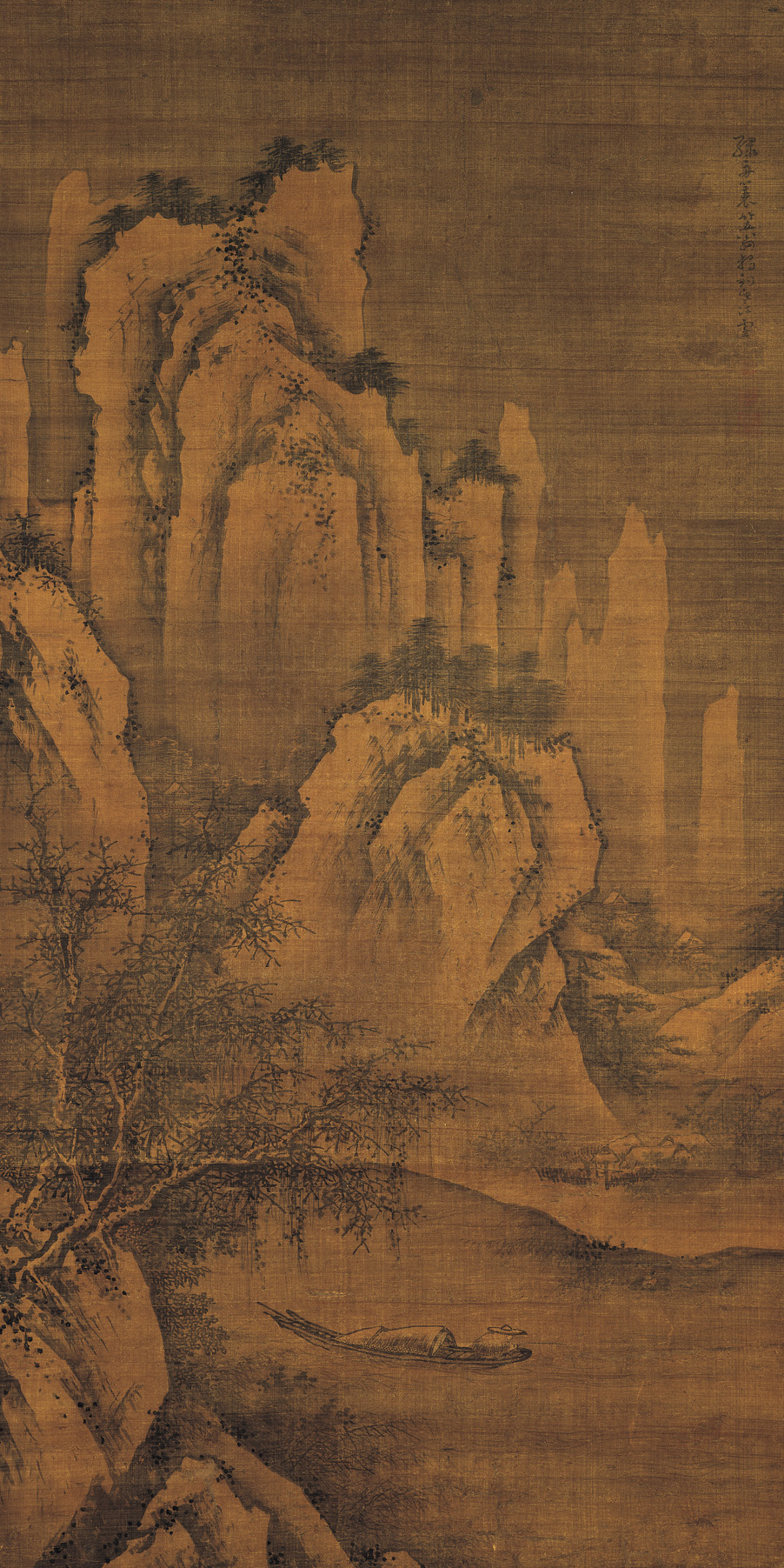
周文靖『山水図』（15世紀）
朱端『寒江独釣図』（16世紀）

『江雪』は古今の絶唱として人口に膾炙し、日本でも古くから愛唱されている。「孤舟簑笠翁 獨釣寒江雪」は冬の茶掛（茶室の掛物）に好まれる。
一休宗純の『秋江独釣図』は『江雪』をオマージュした詩として有名である。